# 國會議事堂 (韓國)

議事廳

國會議事堂（韩语：／ Gukoe Uisadang）是大韓民國國會的議會大廈。建築位於首爾永登浦區汝矣島，于1975年啟用，地理位置位于首爾的中心。

## 歷史
國會在大韓民國建國後曾先後在朝鮮總督府、大邱、釜山（後兩者是因韓戰而跟隨政府南遷），以及現在的首爾市議會會館開會。1966年，總統朴正熙下令建造新的國會議事堂，並表示：“它應該是一座可以為兩韓統一做準備之具有歷史意義的大型建築。且可以適應兩院制的實施以象徵民主，但必須由國內工程師操刀”。目前的建築位於首爾永登浦區汝矣島上，於1967年12月27日由時任韓國民主共和黨總裁金鍾泌選址興建、1975年啟用。
国会议事堂原来的设计为平顶，后在议员的要求下增加圆顶。朴正熙要求高度必须超过日本建设的原朝鲜总督府，加高至6层。
國會佔地330,580平方公尺。大樓建築面積81,442平方公尺，地面6層、地下2層。平面為長方形，長122公尺、闊81公尺、高64公尺。外有二十四根柱子象徵廿四節氣，另有一個藍色穹頂，象徵議會民主政治的本質。入口處有一對獬豸像。
國會議事廳設有400個席位，現在國會則有300名議員，多出的席位是為未來朝鲜半岛統一後以北五道的議員而設。另外，目前由預算委員會使用的會議廳為較小規模的替代議場，在一旦未能使用議場時使用。該議事廳原預留供兩院制的參議院使用，但最終韓國現行憲法並未恢復使用第二共和國時期的兩院制。
自1988年起，包括第20任總統尹錫悅的歷代大韓民國總統均在國會議事堂外宣誓就職。僅第19任總統文在寅及現任（第21任）總統李在明在國會議事堂內宣誓就職。
2024年韩国戒严期间，韩国总统尹錫悅派遣军队封锁并进入國會議事堂，戒严部队打破議事堂建築的門窗強行進入，与國會人員與抗议民众在此发生激烈冲突。
國會另附設議員會館、國會圖書館、憲政紀念館等設施。

## 交通
●首爾地鐵9號線：国会议事堂站